# Yılmaz Vural
Yılmaz Vural (Adapazarı, 1º gennaio 1953) è un allenatore di calcio ed ex calciatore turco, di ruolo centrocampista, tecnico del Menemen.

## Carriera

### Calciatore
Dal 1974 al 1975 gioca nel Sivasspor, poi nel Tekirdağspor, nell'Hacettepe ed infine nell'Ankara Demirspor.

### Allenatore
Comincia la sua carriera da allenatore nel 1986, anno in cui viene nominato vice-allenatore del Malatyaspor. Ha allenato varie squadre turche, ottenendo il suo primo incarico da allenatore nel 1992, quando il Bursaspor lo nomina allenatore della prima squadra.

## Palmarès

### Giocatore

#### Competizioni nazionali
- TFF 3. Lig: 1

Tekirdağspor: 1976-1977